# Llewellyn Starks
Llewellyn Starks (né le 10 février 1967) est un athlète américain spécialiste du saut en longueur.
Étudiant à l'Université d'État de Louisiane, il remporte en 1990 le titre NCAA du saut en longueur pour le compte des LSU Tigers. Troisième des Championnats des États-Unis d'athlétisme en 1989 et 1990, il décroche la médaille d'argent des Jeux panaméricains 1991, s'inclinant face au Cubain Jaime Jefferson. Lors de cette saison, il remporte la Finale du Grand Prix devant son compatriote Larry Myricks. 
En 1992, Llewellyn Starks est victime d'une fracture ouverte à la jambe lors d'un saut réalisé durant les New York Games.
Ses records personnels au saut en longueur sont de 8,50 m en plein air (1991) et 8,34 m en salle (1992).

## Palmarès
| Date | Compétition          | Lieu      | Résultat | Performance |
| ---- | -------------------- | --------- | -------- | ----------- |
| 1991 | Jeux panaméricains   | La Havane | 2e       | 8,01 m      |
| 1991 | Finale du Grand Prix | Barcelone | 1er      | 8,19 m      |